# Paolo Canciani
Paolo Canciani O.S.M. (Udine, 1725 – Udine, 1810) è stato un teologo e giurista italiano, pioniere dell'indirizzo storico nelle discipline giuridiche.

## Biografia
Frate dell'Ordine dei servi di Maria, tenne corsi di teologia a Bologna, Firenze e Napoli. Per tre anni fu segretario dell'ambasciata veneziana a Londra; nel capitolo provinciale del 1795 fu eletto all'unanimità superiore provinciale dell'Ordine.
Canciani è noto principalmente per la monumentale raccolta di antiche leggi barbariche:  Barbarorum leges antiquae cum notis et glossariis (Venezia, 1781-1792 ). Questa grande collezione, preferita dagli eruditi al Codex legum antiquarum di Friedrich Lindenbrog (Frankfurt, 1613), include le leggi dei Franchi, dei Burgundi, dei Visigoti, degli Ostrogoti, dei Longobardi, dei Sassoni e di altri popoli germanici, così come i capitolari dei re merovingi e carolingi, le Assise di Gerusalemme e le Assise di Ariano.

## Opere
- (LA) Paolo Canciani, Barbarorum leges antiquae cum notis et glossariis, vol. 1, Venetiis, Coletius & Pitterius, 1781. URL consultato il 15 giugno 2019.
- (LA) Paolo Canciani, Barbarorum leges antiquae cum notis et glossariis, vol. 2, Venetiis, Coletius & Pitterius, 1783. URL consultato il 15 giugno 2019.
- (LA) Paolo Canciani, Barbarorum leges antiquae cum notis et glossariis, vol. 3, Venetiis, Coletius & Pitterius, 1785. URL consultato il 15 giugno 2019.
- (LA) Paolo Canciani, Barbarorum leges antiquae cum notis et glossariis, vol. 4, Venetiis, Coletius & Pitterius, 1789. URL consultato il 15 giugno 2019.
- (LA) Paolo Canciani, Barbarorum leges antiquae cum notis et glossariis, vol. 5, Venetiis, Coletius & Pitterius, 1792. URL consultato il 15 giugno 2019.